# Чемпионат мира по шоссейным велогонкам 2019 — групповая гонка (юниорки)
Групповая гонка у юниорок на чемпионате мира по шоссейному велоспорту 2019 года прошла 27 сентября в британском Харрогейте. Победу одержала американская велогонщица Меган Джастрэб.

## Участники
Страны-участницы определялись на основании рейтинга UCI Women Juniors Nations' Cup. Максимальное количество гонщиков в команде не могло превышать 5 человек. Помимо этого вне квоты могли участвовать действующие чемпион мира и чемпионы континентальных чемпионатов. Всего участие приняло 95 участниц из 33 стран.
| Национальные сборные (33)- Бельгия - Бразилия - Канада - Чили - Колумбия - Чехия - Дания - Испания - Франция - Великобритания - Германия - Венгрия - Ирландия - Италия - Япония - Казахстан - Латвия - Литва - Люксембург - Мексика - Нидерланды - Норвегия - Новая Зеландия - Польша - Португалия - ЮАР - Россия U19 - Словения - Швейцария - Словакия - Швеция - Украина - США |
| |

## Маршрут
Старт и финиш расрасполагался в Харрогейте, а сама трасса представляла 14-километровой круг через город Харрогейт в округе Северный Йоркшир, проходившийся один раза. Профиль круговой трассы технический и имел слегка холмистый профиль с тремя подъёмами. Первым располагался Отли Роуд (Otley Road) (протяжённость 1600 метров, средний градиент 3,4%), вершина которого находилась за 11,8 км до финишной черты. Затем шёл относитеьной прямой спуск и начинался второй подъём Пот Банк (Pot Bank) (протяжённость 600 метров, средний градиент 3,5%) за 7,4 км до финишной черты. Третий подъём Харлоу Мур (Harlow Moor) (протяжённость 1200 метров, средний градиент 5,2%) располагался за 6 км до финиша. Последний километр сначала включал на протяжении 400 метров три резких поворота, после чего начиналась финишная прямая длинной 600 метров шедшая в подъём (на первых 100 метрах градиент в 4%).
Общая протяженность маршрута составила 14 километра.

## Результаты
| \| Генеральная классификация \| Генеральная классификация \| Генеральная классификация \| Генеральная классификация \| Генеральная классификация \| \| Гонщик \| Гонщик \| Команда \| Время \| \| \| ------------------------- \| ------------------------- \| ------------------------- \| ------------------------- \| ------------------------- \| \| 1-й \| Меган Джастрэб \| США \| 2ч 08' 00 \| \| \| 2-й \| Жюли Де Вилде \| Бельгия \| + 0 \| \| \| 3-й \| Lieke Nooijen \| Нидерланды \| + 0 \| \| \| 4-й \| Айгуль Гареева \| Россия \| + 0 \| \| \| 5-й \| Элинор Бяcкстедт \| Великобритания \| + 0 \| \| \| 6-й \| Ноэми Рюэгг \| Швейцария \| + 0 \| \| \| 7-й \| Ката Бланка Вас \| Венгрия \| + 0 \| \| \| 8-й \| Леа Куринье \| Франция \| + 0 \| \| \| 9-й \| Silje Mathisen \| Норвегия \| + 0 \| \| \| 10-й \| Мадлен Вальер \| Канада U19 \| + 0 \| \| |                  |                |           |
| |                  |                |           |
| Источник: ProCyclingStats |                  |                |           |
| Генеральная классификация |                  |                |           |
| Гонщик | Гонщик           | Команда        | Время     |
| 1-й | Меган Джастрэб   | США            | 2ч 08' 00 |
| 2-й | Жюли Де Вилде    | Бельгия        | + 0       |
| 3-й | Lieke Nooijen    | Нидерланды     | + 0       |
| 4-й | Айгуль Гареева   | Россия         | + 0       |
| 5-й | Элинор Бяcкстедт | Великобритания | + 0       |
| 6-й | Ноэми Рюэгг      | Швейцария      | + 0       |
| 7-й | Ката Бланка Вас  | Венгрия        | + 0       |
| 8-й | Леа Куринье      | Франция        | + 0       |
| 9-й | Silje Mathisen   | Норвегия       | + 0       |
| 10-й | Мадлен Вальер    | Канада U19     | + 0       |